# Thorntons

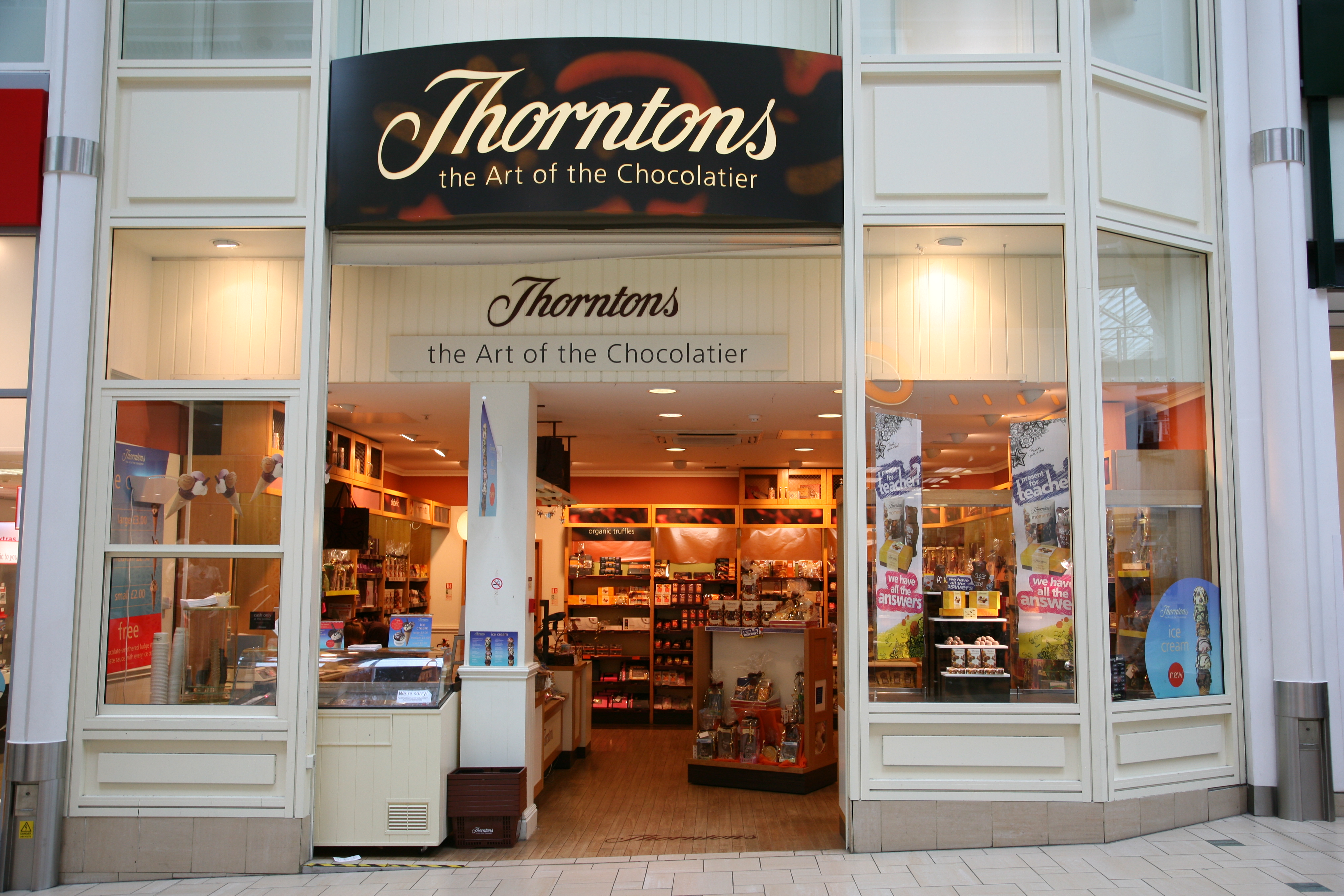
Thorntons in Banbury.

Thorntons plc. ist ein Schokoladenhersteller in Großbritannien. Die Firma hat sich auf Edelschokoladen und Toffees spezialisiert.

## Unternehmen
Thorntons wurde 1911 von Joseph Thornton als Confiserie in Sheffield gegründet. Seither hat sich das Unternehmen in Großbritannien als der erfolgreichste Hersteller von Schokoladespezialitäten etabliert. Versuche, das Unternehmen in Kontinentaleuropa, speziell Frankreich und Belgien, Fuß fassen zu lassen, wurden um das Jahr 2000 getätigt, sind allerdings gescheitert. Seither bemüht sich das Unternehmen wieder gezielt um die Publicity in Großbritannien, wo es noch immer seinen Sitz hat.
Obwohl der Umsatz zum Jahr 2003 auf 167,1 Mio. Pfund stieg, sanken die Einnahmen auf 9,4 Mio. Pfund. Dieser negative Trend zeigte sich für das Unternehmen vor allem darin, dass 35 % der Einnahmen in der Vorweihnachtszeit gemacht wurden, in der nun temporäre Arbeitskräfte angestellt werden, um dem Ansturm gerecht zu werden. Als Reaktion auf diesen Missstand wurde eine breite Werbekampagne angesteuert. Im Jahr 2011 betrieb Thorntons 364 eigene Verkaufsstellen und kündigte an, rund die Hälfte schließen zu wollen.
In diesem Zusammenhang sei die vermutlich erste vollständig schokoladene Werbetafel zu nennen, die bei Ausmaßen von 4,4 m × 2,9 m und einem Gewicht von 390 kg Rekorde brach und ein großer Werbeerfolg war. Sie bestand aus 10 Schokoladenhasen, 72 Schokoladeneiern und 128 Schokoladenpanels, die jeweils ca. 2 kg wogen.
Seit 2015 gehört Thorntons über die Ferholding UK Ltd. in Greenford zu 75 Prozent der Ferrero Gruppe, die damit ihre Marktposition im Vereinigten Königreich ausbauen wollte. Weitere der damals noch 252 Ladengeschäfte wurden in den Folgejahren geschlossen und einige zu Cafés erweitert, um sie an veränderte Einkaufsgewohnheiten anzupassen. Im Jahr 2019 gab es 121 Läden. Trotz Investitionen durch Ferrero schrieb die Firma Verluste. Aufgrund der Covid–19-Pandemie mussten alle Läden über weite Teile des Jahres 2020, so auch während des wichtigen Oster- und Weihnachtsgeschäfts, geschlossen bleiben. Zugleich stieg der Onlineabsatz um 70 Prozent im Vergleich zu 2019 an. Im März 2021 gab Thorntons bekannt, alle verbliebenen 61 Läden aufzugeben und sich auf den Vertrieb über das Internet und über Supermärkte zu konzentrieren. 2022 konnte das Unternehmen seit der Übernahme durch Ferrero erstmals wieder einen Gewinn erwirtschaften.

## Produkte
Berühmt sind Thorntons für ihre Continental und Special Toffees, die etwa die Hälfte des Umsatzes ausmachen. Des Weiteren produziert Thorntons Pralinen, verschiedene Arten Schokoladentafeln und Schokoriegel, die alle unter eigenem Namen verkauft werden.

## Trivia
2007 zwang das Unternehmen ihren damaligen Chef-Chocolatier Barry Colenso seine Position zu verlassen, nachdem dieser in einem Geschäft der konkurrierenden Kette Hotel Chocolate Trüffel im Wert von rund 63 Pfund zerquetschte. Zu dem Zeitpunkt seiner Entlassung war Colenso als talentierter Chocolatier bekannt und trug den Spitznamen "Willy Wonka". Ein Ladengeschäft in Longton brannte 2019 ab, nachdem zwei Personen erst Schokolade sowie Kerzen stahlen und danach Feuer legten. Die Schäden wurden auf 250.000 bis 500.000 Pfund geschätzt.